# Wireless Home Digital Interface
Wireless Home Digital Interface — цифровой стандарт беспроводной передачи видеопотока. Основной разработчик и поставщик чипов — израильская фирма Amimon. Трансляция ведётся на частоте 5 ГГц, на скорости 3 Гбит/сек. Стандарт позволяет передавать видео в формате High Definition 1080 p и многоканальный аудиопоток. Ключевые особенности стандарта — уникальная технология кодирования видео «video-modem», благодаря которой обеспечивается высокая помехозащищённость и защита от ошибок при передаче и приёме, которая, в свою очередь, обеспечивает высокое качество транслируемого изображения.